# Corvo (costellazione)
Il Corvo (in latino Corvus) è una piccola costellazione meridionale, con solo 11 stelle visibili ad occhio nudo (cioè più brillanti della magnitudine 5,5). È una delle 88 costellazioni moderne, ed era una delle 48 costellazioni elencate da Tolomeo.

## Caratteristiche

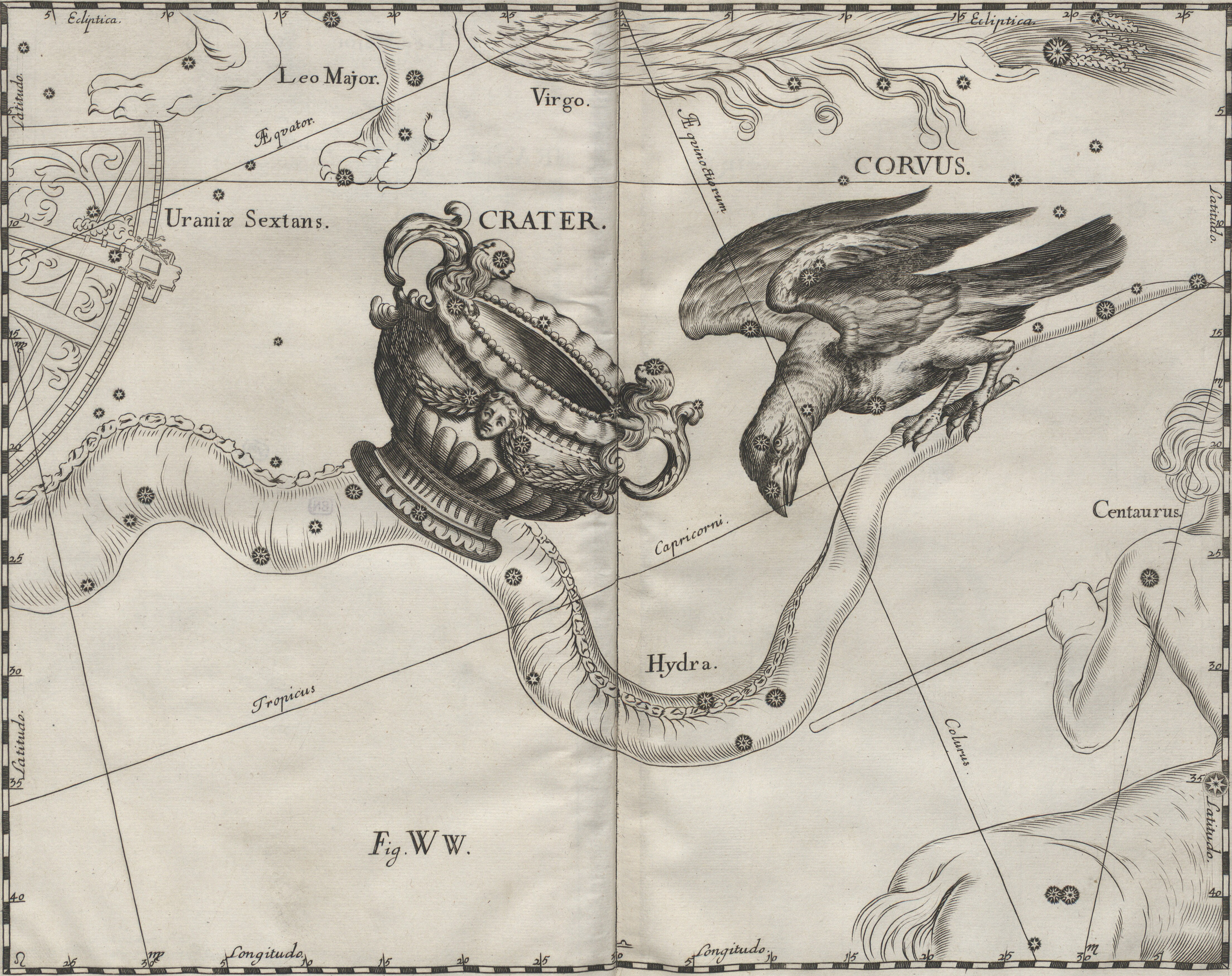
Illustrazione speculare di Johannes Hevelius delle costellazioni del Cratere e del Corvo.

La costellazione del Corvo ha delle dimensioni ridotte, ma nonostante ciò è molto facile da individuare, grazie alla presenza di alcune stelle di seconda e terza magnitudine disposte a formare un trapezio, che risalta notevolmente in un'area di cielo altrimenti povera di stelle brillanti; ciò fa sì che il Corvo sia osservabile con facilità anche dalle aree urbane. Le sue stelle principali, δ, γ, ε e β, formano un asterismo chiamato La Vela, a causa della loro disposizione che ricorda un'antica vela quadra. Le stelle γ e δ puntano in direzione della brillante Spica, la stella azzurra della costellazione della Vergine.
Il Corvo si trova nell'emisfero australe, mediamente una ventina di gradi a sud dell'equatore celeste. Il periodo migliore per la sua osservazione nel cielo serale ricade nei mesi compresi fra fine febbraio e metà luglio; la sua osservazione nelle ore della sera dall'emisfero boreale risulta tuttavia in parte penalizzata anche a causa della progressiva riduzione delle ore di buio col procedere della primavera, stagione in cui questa costellazione raggiunge la massima visibilità dopo il tramonto. Dall'emisfero australe al contrario è una figura caratteristica e tipica dei cieli dell'autunno.

### Stelle principali
- γ Corvi (Gienah) è una gigante blu di magnitudine 2,59, distante 165 anni luce.
- β Corvi (Kraz) è una gigante brillante gialla di magnitudine 2,65, distante 140 anni luce.
- δ Corvi (Algorab) è una stella bianca doppia di magnitudine 2,94, distante 88 anni luce.
- ε Corvi (Minkar) è una gigante arancione di magnitudine 3,02, distante 303 anni luce.
- α Corvi (Alchiba) è una stella gialla di magnitudine 4,02, distante 48 anni luce.

### Stelle doppie
Fra le stelle doppie, ve ne sono alcune di facile risoluzione, grazie alla loro separazione.
- HD 105590 possiede un sistema multiplo composto da tre stelle; la primaria è di magnitudine 6,9, dal colore giallastro, e possiede una componente arancione di nona a 10" e una giallastra di ottava 19". Può essere risolta con facilità anche con piccoli strumenti.
- δ Corvi è invece una brillante stella bianca di magnitudine 2,95; possiede una compagna di ottava grandezza a 24", ben risolvibile con un piccolo telescopio.

| Principali stelle doppie |                                          |                                          |             |             |                                 |        |
| Nome                     | Coordinate equatoriali all'epoca J2000.0 | Coordinate equatoriali all'epoca J2000.0 | Magnitudine | Magnitudine | Separazione (in secondi d'arco) | Colore |
| Nome                     | AR                                       | Dec                                      | A           | B           | Separazione (in secondi d'arco) | Colore |
| HD 105590 AB             | 12h 09m 29s                              | -11° 51′ 25″                             | 6,9         | 9,3         | 10,0                            | g + ar |
| HD 105590 AC             | 12h 09m 29s                              | -11° 51′ 25″                             | 6,9         | 8,6         | 19,1                            | g + g  |
| δ Corvi                  | 12h 29m 52s                              | -16° 30′ 54″                             | 2,95        | 8,3         | 24,4                            | b + ar |
| HD 110317 (VV Corvi)     | 12h 41m 16s                              | -13° 00′ 50″                             | 5,98        | 6,08        | 5,4                             | g + g  |

### Stelle variabili
Le stelle variabili della costellazione sono poco numerose, ma alcune di esse sono osservabili anche con un binocolo.
Fra le Mireidi la più notevole è la R Corvi, che in fase di massimo arriva alla magnitudine 6,7; con un periodo di circa dieci mesi e mezzo oscilla fra questa e la magnitudine 14,4.
Fra le variabili semiregolari spicca la TT Corvi, che varia fra la sesta e la settima grandezza in un periodo di circa 11 giorni e mezzo; la SV Corvi invece presenta delle pulsazioni che la fanno variare di un solo decimo di magnitudine, in un periodo medio di circa 70 giorni.
| Principali stelle variabili |                                          |                                          |             |             |                  |                       |
| Nome                        | Coordinate equatoriali all'epoca J2000.0 | Coordinate equatoriali all'epoca J2000.0 | Magnitudine | Magnitudine | Periodo (giorni) | Tipo                  |
| Nome                        | AR                                       | Dec                                      | Max.        | Min.        | Periodo (giorni) | Tipo                  |
| R Corvi                     | 12h 19m 38s                              | -19° 15′ 22″                             | 6,7         | 14,4        | 317,03           | Mireide               |
| RV Corvi                    | 12h 37m 41s                              | -19° 34′ 40″                             | 8,60        | 9,16        | 0,7473           | Eclisse               |
| SV Corvi                    | 12h 49m 47s                              | -15° 04′ 44″                             | 6,78        | 7,6         | 70               | Semiregolare pulsante |
| TT Corvi                    | 12h 23m 19s                              | -11° 48′ 44″                             | 6,47        | 6,57        | 11,5             | Semiregolare          |

## Oggetti non stellari

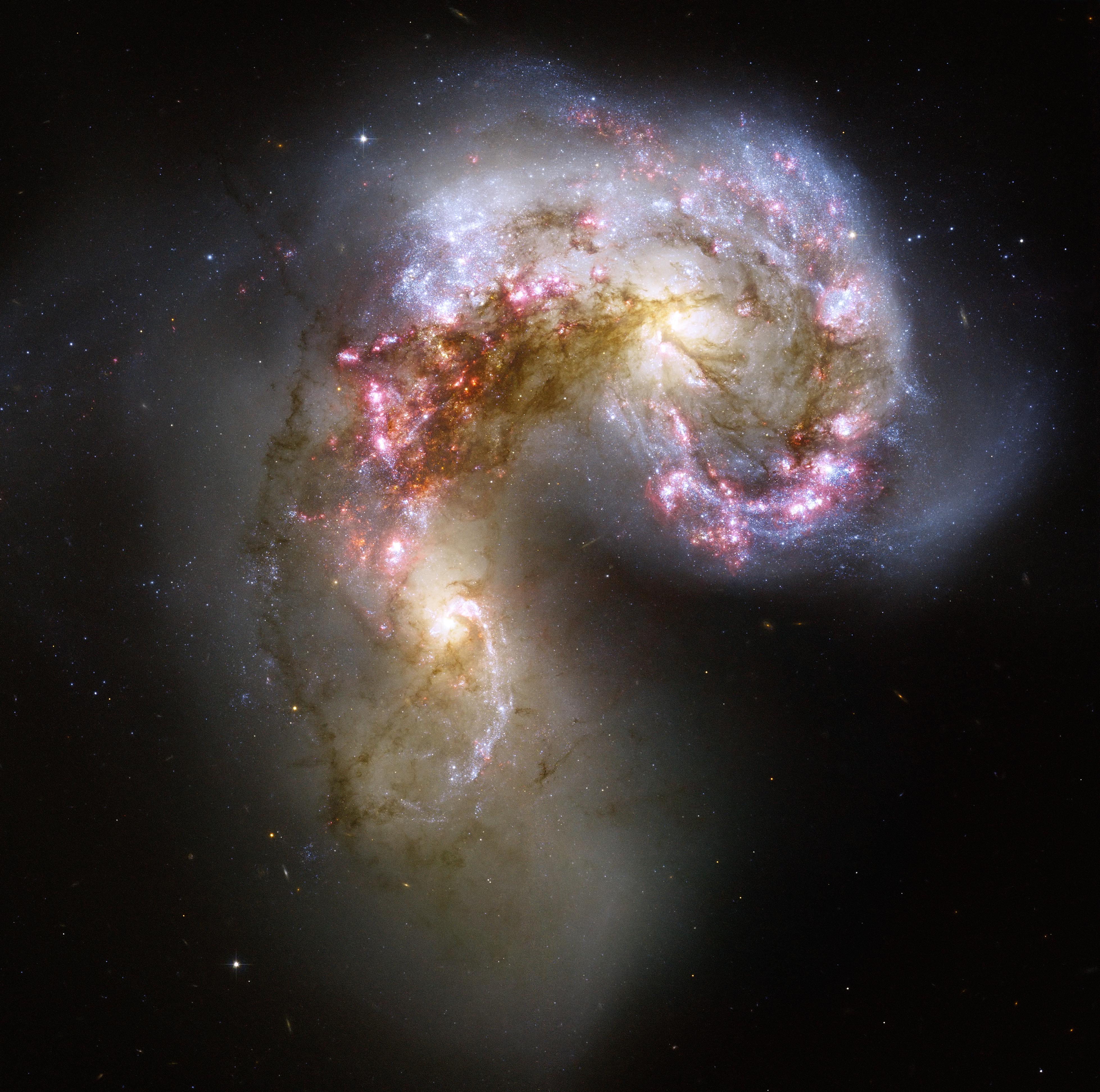
Le Galassia Antenne, due celebri galassie in collisione.

la costellazione del Corvo non contiene oggetti del Catalogo di Messier, poiché le sue galassie sono in genere piuttosto deboli.
Fra gli oggetti interni alla Via Lattea si segnala una nebulosa planetaria, nota come NGC 4361, dalla forma allungata e con al centro una nana bianca di tredicesima magnitudine.
Fra le galassie, spiccano le celebri Galassie Antenne (NGC 4038 e NGC 4039), due galassie spirali in collisione tra loro: il loro nome è dovuto alle due lunghe code di gas e stelle che si disperdono nello spazio, mentre le loro regioni centrali appaiono in fortissima interazione; le loro regioni di formazione stellare producono un gran numero di stelle e superammassi stellari, fenomeno favorito dalle forti compressioni. Entrambe le galassie sono immerse in due vasti involucri esterni, composti principalmente dalle polveri interstellari disperse dai due oggetti a causa dello smembramento reciproco per via della loro interazione. In queste regioni sono presenti pochissimi ammassi, sebbene in certe aree la densità delle polveri sia molto elevata, potendo così potenzialmente favorire la formazione stellare; fra circa 400 milioni di anni il loro nucleo si fonderà, incrementando ulteriormente la formazione stellare e creando un'unica galassia ellittica gigante. La loro osservazione con strumenti amatoriali è però penalizzata, poiché non si tratta di oggetti particolarmente luminosi.
Fra le altre galassie, l'unica di rilievo è NGC 4027, posta a una breve distanza angolare dalle due galassie precedenti. Le altre galassie, numerose, sono però poco luminose e fuori dalla portata di piccoli strumenti.
| Principali oggetti non stellari |                                          |                                          |                     |             |                                        |                  |
| Nome                            | Coordinate equatoriali all'epoca J2000.0 | Coordinate equatoriali all'epoca J2000.0 | Tipo                | Magnitudine | Dimensioni apparenti (in primi d'arco) | Nome proprio     |
| Nome                            | AR                                       | Dec                                      | Tipo                | Magnitudine | Dimensioni apparenti (in primi d'arco) | Nome proprio     |
| NGC 4027                        | 11h 59m 30s                              | -19° 16′ :                               | Galassia            | 11,1        | 3,0 x 3,0                              |                  |
| NGC 4038/4039                   | 12h 01m 53s                              | -18° 53′ :                               | Galassia            | 11,1        | 5,2 x 3,1 / 3,1 x 1,6                  | Galassie Antenne |
| NGC 4361                        | 12h 24m 31s                              | -18° 47′ :                               | Nebulosa planetaria | 10,9        | 1,9 x 1,9                              |                  |

## Sistemi planetari
HD 104067 è una nana arancione attorno alla quale orbita un pianeta gioviano caldo molto massiccio, la cui massa è pari a circa sei volte la massa di Giove; è stato identificato dall'HARPS nell'autunno del 2009.
| Sistemi planetari |                                          |                                          |             |                |                              |
| Nome del sistema  | Coordinate equatoriali all'epoca J2000.0 | Coordinate equatoriali all'epoca J2000.0 | Magnitudine | Tipo di stella | Numero di pianeti confermati |
| Nome del sistema  | AR                                       | Dec                                      | Magnitudine | Tipo di stella | Numero di pianeti confermati |
| HD 104067         | 11h 59m 10s                              | -20° 21′ 14″                             | 7,93        | Nana arancione | 1 (b)                        |

## Mitologia
Nella mitologia greca, il corvo è mandato a prendere una coppa (Cratere) d'acqua, ma torna invece con un serpente di mare (Idra).